# Herb gminy Duszniki
Herb gminy Duszniki – jeden z symboli gminy Duszniki.

## Wygląd i symbolika
Herb przedstawia na tarczy dzielonej w pas czarną pięciolinią w polu górnym podzielonym na trzy części: dwie błękitne i żółtą złotożółty kłos zboża, natomiast w polu dolnym na zielonym tle czerwony herb z białym orłem piastowskim. 